# Земляничные поля
Земляни́чные поля́ (англ. Strawberry Fields) — благоустроенная часть Центрального парка Нью-Йорка, по совместительству, памятное место, площадью 1 гектар (2,5 акра), разработанная ландшафтным архитектором Брюсом Келли. Представляет собой мемориал, посвящённый памяти бывшего участника группы The Beatles Джона Леннона; назван в честь песни «Strawberry Fields Forever» («Земляничные поля навсегда») за авторством Леннона. Мемориал был открыт 9 октября 1985 года.

## Описание
Вход в мемориал расположен в Центральном парке Нью-Йорка на Западной 72-й улице Манхэттена, недалеко от того самого места, где 8 декабря 1980 года Джон Леннон был убит близ своего места жительства, жилого дома «Дакота».
Мемориал представляет собой участок земли каплевидной формы, ответвляющийся в две противоположные стороны парка. Центром участка является круглый рисунок, выложенный мозаикой из инкрустированных камней, с единственным словом посередине — «IMAGINE» (с англ. — «Представь»), названием одной из самых известных песен Леннона. Мозаика выполнена в стиле португальской мостовой, а также основана на греко-римском дизайне. Была создана итальянскими мастерами и передана в дар итальянским городом Неаполем.
Земляничные поля окружает «бордюр из цветов». По периметру находится множество скамеек, подаренных в память о других личностях и поддерживаемых Консерваторией Центрального парка. Вдоль дорожки, ведущей на юго-восток, на низком выступе из сланца установлена табличка с перечнем стран, которые внесли свой вклад в строительство мемориала. Вдова Джона Леннона Йоко О́но, до сих пор живущая в «Дакоте», внесла более 1 000 000 долларов на содержание и озеленение мемориала.
Лесная аллея проложена через краевые посадки между верхней лужайкой и крутыми лесистыми склонами; в них растут местные рододендроны и остролисты, каликанты цветущие, кальмия широколистная, калины и розовики. Дикие кустарниковые розы и зрелая розовая магнолия Суланжа обрамляют главную аллею. На самом дальнем северном конце верхнего ряда лужаек, окружённых лесом, стоят три красные метасеквойи. Ожидается, что в течение 100 лет высота этих деревьев достигнет 36 метров (118 футов), и в конечном итоге они будут видны в парке на большом расстоянии.

## История

### Создание
В апреле 1981 года, после убийства Джона Леннона, участок земли в Центральном парке рядом с «Дакотой», где О́но развеяла прах своего супруга, был назван «Земляничными полями» в память о Ленноне. В августе этого же года было объявлено, что Земляничные поля будут полностью реконструированы и благоустроены, поскольку в то время они располагались в изолированной зоне между Вест Драйв и двумя выездами с 72-й улицы. Йоко Оно просила, чтобы перестроенный памятник стал «живым мемориалом», а не просто статуей; по словам ландшафтного архитектора NYC Parks Арне Абрамовица, О́но считала, что «в Центральном парке и так достаточно статуй».
Мемориал был спроектирован Брюсом Келли, главным ландшафтным архитектором Центрального парка. Строительство началось в апреле 1984 года. Открытие мемориала было приурочено ко дню 45-летия Джона Леннона, 9 октября 1985 года, на мероприятии были О́но и мэр города Эд Коч.
Мозаика «IMAGINE» была установлена на недостаточно крепкий фундамент и с 2007 года начала заметно проседать.

### Обычаи
Мемориал часто усыпан цветами (фанаты Джона Леннона постоянно выкладывают пацифик лепестками), обставлен лампадами и другими предметами, оставленными поклонниками Леннона. В день рождения Леннона (9 октября) и в годовщину его смерти (8 декабря) люди собираются, чтобы спеть песни и отдать дань уважения. Поминки обычно продолжаются всю ночь, но в конце 1990-х — начале 2000-х годов мэр Нью-Йорка Рудольф Джулиани ввёл запрет на нахождение посетителей в Центральном парке после его закрытия в час ночи. Собрания проходят и в дни рождения других «битлов». Импровизированные собрания, посвящённые памяти других музыкантов, включая Джерри Гарсия и Джорджа Харрисона, также проводились в мемориале. В дни после терактов 11 сентября проводились бдения при свечах в память о погибших.
Действие II акта («Центральный парк») оперы Майкла Торка на либретто Альберта Герни-младшего, созданной по совместному заказу фестиваля «Глиммерглас», Нью-Йорк сити оперы и «Великих выступлений», происходит на территории мемориала. Премьера оперы состоялась 24 июля 1999 года на фестивале Глиммерглас, а затем опера была поставлена «Нью-Йорк сити оперой».

#### «Мэр Земляничных полей»
Одним из самых известных посетителей мемориала был художник-перформансист Гэри дос Сантос (Gary dos Santos), преданный поклонник «Битлз», который в течение 19 лет создавал цветочные композиции вокруг и внутри мозаики «IMAGINE». Его работы были задокументированы в The New York Times. Доход Дос Сантоса составляли чаевые, которые он получал от туристов в результате своей деятельности, произношении речей о своей работе и жизни Джона Леннона и его семьи. Сантос стал объектом документального фильма «Мэр Земляничного поля», снятого режиссёром Торре Каталано и распространённого Nehst Studios.
В течение почти 20 лет Гэри ежедневно посещал мемориал вместе со своей девушкой Лизой Пейдж и их собакой по кличке Мэри Джейн. В сентябре 2013 года у Сантоса диагностировали лейкемию. Проведя в больнице около девяти недель, он умер в ноябре 2013 года.